# 張景 (明朝)
張景（1485年—1546年），字光啓，别號西墅，河南汝宁府汝陽縣民籍順天府大兴县人。明朝政治人物。

## 生平
治《春秋》，正德八年（1513年）河南鄉試第四名舉人，嘉靖二年（1523年）登癸未科會試第二百一名，第三甲第一百五十三名進士。授山东峄县知县，调山西阳曲县，七年正月擢授山东道試御史，巡视東城，復巡南城，丁父忧归。十年辛卯免喪，實授山东道御史，奉命巡按陕西延绥，弹劾巡抚张宏偏执失士卒心，恐致他变，张宏被免职。母喪歸，服阕，十三年九月改除浙江道御史，十一月巡按浙江，建天真书院，用以祭祀王守仁。十五年冬任满还京，復掌浙江道，十六年正月弹劾国子监祭酒许成名、司业童承叙不称职。三月從駕幸天壽山謁陵，六月奉命巡按徽寧池太四府，因病未行。十八年二月復起，仍掌浙江道，点视十二團營。因与严世蕃相左，嘉靖十九年三月以年例出为陕西按察司副使，兵备漢中，不赴任辞官归，二十年考察落職閑住。嘉靖二十五年卒，享年六十二。

## 家族
曾祖张斌。祖父张喜。父张璽，義官，封文林郎阳曲县知县。母杜氏，封孺人。具庆下。弟昺、昱、星。
子张孟寅，次子张孟容，字大卿，號壺山，嘉靖癸卯舉人，授平乡知县，遷華州知州，官至岳州府同知。